# Oberhausen Hauptbahnhof
Oberhausen Hauptbahnhof – główny dworzec kolejowy w Oberhausen, w kraju związkowym Nadrenia Północna-Westfalia, w Niemczech. Stacja została otwarta w 1846. Znajdują się tu 6 peronów. Obecny budynek dworca pochodzi z 1934.
| Oberhausen Hbf                    |
| Linia Duisburg Hbf – Dortmund Hbf |
| Duisburg Hbf                      |